# Eva Ayllón
Eva Ayllón, de son vrai nom María Angélica Ayllón Urbina (née à Lima le 6 février 1956) est une interprète et folkloriste péruvienne de chansons de types afro-péruviennes et de valses créoles.

## Biographie
Ayllón prend le nom de scène "Eva" en hommage à sa grand-mère maternelle, Eva, qui lui apprend la musique dans ses jeunes années. Âgée de 10 ans, elle chante déjà dans des compétitions scolaires puis, quelques années plus tard, à la radio et à la télévision.
Au début des années 1970, Eva collabore avec plusieurs groupes de música criolla tels que Rinconcito Monsefuano, La peña de los Ugarte, Los Mundialistas o Callejón ou Los Kipus. Elle commence sa carrière solo à partir de 1975, effectuant sa première tournée internationale en 1979. En 1989, elle crée le groupe Los Hijos del Sol (Les fils du soleil), composé de plusieurs stars de la musique péruvienne dans le but de promouvoir ce style musical dans le monde.
Au début de sa carrière elle a l'occasion de chanter avec Chabuca Granda accompagnée par Caetro Soto, Álvaro Lagos.
Depuis l´enregistrement, en 2004 de Eva! Leyenda Peruana aux États-Unis, Éva s´est établie dans ce pays et vit dans le New Jersey avec son mari et leurs enfants.
En 2016, elle chante avec les Inti Illimani dans le cadre du Café Torres.
Le 26 aout 2023, elle participe au "Festival en la Patagonia", à Punta Arenas en Patagonie  au Chili.

## Discographie
- Aplausos para el Perú
- Callejón de un solo caño
- Destino sin amor
- El plebeyo
- Engañada noche tras noche
- Idolatría
- La noche de tu ausencia
- Mal paso
- Negro tiene que ser
- Qué de mí
- Que viva el Perú señores
- Remembranza
- Ritmo color y sabor
- Ruperta
- Saca las manos
- Toromata
- 2002 : Eva
- 2004 : Eva! Leyenda Peruana